# Giulia Daneo Lorimer
Pour les articles homonymes, voir Lorimer.
Giulia Daneo Lorimer, née Giulia Daneo à Lugano le 16 juillet 1932 et morte le 11 septembre 2021, est une musicienne et chanteuse italienne.

## Biographie
Née en Suisse, fille d'un diplomate italien et d'une mère américaine, Giulia Daneo Lorimer passe une partie de son enfance en Bulgarie où elle apprend à jouer du violon. En 1943, la famille rentre en Italie à bord de l'Orient Express.
En 1947, son père est nommé consul à Philadelphie et il s'y installe avec toute la famille. C'est aux États-Unis qu'elle rencontre son mari George Lorimer qu'elle épouse en 1951 et avec qui elle aura 11 enfants.
En 1955, après avoir vécu quelque temps aux États-Unis, le couple s'installe en Italie, d'abord à Florence puis sur les collines de Scandicci, où au fil des années leur maison devient une référence pour les artistes, les poètes et les musiciens.
Elle fait partie en 1975 des membres fondateurs du groupe Whisky Trail et entame une longue carrière qui la conduit à enregistrer avec le groupe 11 disques, produisant ses concerts à partir de 1975. Dans les années 1990, elle anime l'association « Centro Arles » à Scandicci, qui ferme en 2002.
Le 22 mai 2001, avec Tina Anselmi, l'écrivain Manlio Cancogni, le baryton Rolando Panerai entre autres, elle reçoit la reconnaissance du « Fil d'argent ». Le prix promu par le Président du Conseil Municipal de Florence et par l'association Auser Toscana lui a été attribué ainsi qu'aux autres lauréats pour « leur engagement sans faille dans leurs professions respectives, ainsi que pour la grande visibilité qu'ils entretiennent encore sur les médias de masse ».

## Publications
- Un livre de poèmes : Non domandarmi.
- (it) La lana rimasta sulle siepi, Bastogi Editrice Italiana (collana Il canapo), 2008 (ISBN 9788862731195).

## Discographie

### Whisky Trail
- 1975 : Irish Songs
- 1977 : Irish Songs and Dances
- 1979 : Miriana
- 1982 : Dies Irae
- 1986 : Pooka
- 1992 : The Frenzy of Suibhne
- 1997 : The White Goddess
- 2002 : The Great Raid
- 2005 : Irlanda in Festa
- 2007 : Chaosmos
- 2008 : San Frediano, un irlandese a Firenze

### Soliste
- 2005 : Nana's Lullabyes
- 2012 : Giulia Lorimer & Whisky Trail Nana's Lullabyes[5]